# 楠莉奈
楠 莉奈（くす りな、Rina Kusu、1993年12月16日 - ）は、日本の陸上競技選手。専門は長距離走。旧姓は鍋島。

## 人物
高知県須崎町（現：須崎市）出身。小学校時代はサッカー少女であり、サッカーを続けたいという思いがあったが、入学した須崎市立須崎中学校には女子サッカー部がなかったため、「持久走が好きだったから」という理由で陸上競技部に入り、競技を始めることになった。しかし中学時代は「県大会がやっとのレベルの選手」であり、中学2年次の2007年度高知県中学校総合体育大会陸上競技女子1,500m（中学2年の部）では、5分38秒69で19位という記録が残っている。
四国高校陸上競技の名門である高知県立山田高等学校に入学し、本格的に競技に取り組む。しかし高校3年間は故障との戦いも強いられる。その中で全国高校駅伝（女子の部）には3年間とも出場し、高校2年・3年ではエース区間1区6kmを走り、それぞれ区間5位19:40・同5位19:23と安定的な走りを見せた。また、2年時の2010年（第22回）大会ではチームが過去最高の12位となった。ちなみに2年時には2017年世界陸上マラソン代表の安藤友香（豊川高校2年、現・ワコール ）や池田睦美（須磨学園3年、現・エディオン）らと、3年時には同様に安藤友香（同3年）や太田琴菜（須磨学園1年、現・日本郵政）らと、このエース区間1区で直接対決している 。
高校卒業後は、鹿児島県の鹿屋体育大学へ進学。大学1年で2012年度日本学生陸上競技個人選手権大会女子5,000mで大会記録を更新する15分52秒95で優勝、日本学生陸上競技対校選手権大会（全日本インカレ）では女子10,000mで大学3年、4年と2年連続優勝を果たすなど、学生№1の地位を勝ち得た。
また2014年国際千葉駅伝では、日本学生選抜チームのメンバーとして出場、最終区のアンカーを任されて区間2位、チームとして3位に入賞している。
2016年、大学卒業と同時にJP日本郵政グループへ入社。日本郵便に勤務しつつ、日本郵政グループ女子陸上部（JP女子陸上競技部）に入部した。入社1年目の夏は故障の影響もあり目標としていた第100回日本陸上競技選手権大会に出場することは出来なかったが、チームの先輩である鈴木亜由子と関根花観が同大会でリオデジャネイロオリンピック出場を決めたレースを名古屋市瑞穂公園陸上競技場のスタンドで見て「来年（2017年）は自分も走りたい」という思いを新たにしたという。そしてその年の11月27日の全日本実業団対抗女子駅伝競走大会（クイーンズ駅伝、宮城県）では5区を走り、第一生命のエースでリオデジャネイロオリンピックマラソン代表の田中智美と競り合い、先頭に立って区間賞を獲得、日本郵政の大会初優勝の立役者となり、自らも大会最優秀選手に選ばれた 。
2017年、春シーズンから体調が良く、ペイトン・ジョーダン招待陸上（アメリカ合衆国・スタンフォード）や静岡県長距離強化記録会などのレースで良いパフォーマンスを見せ、日本陸上競技連盟主催のナショナルチーム合宿に召集されて代表クラスのA級選手との合同練習で自分の現在位置のレベルを確認する。
2017年の第101回日本陸上競技選手権大会では、大会3日目の女子5,000mに出場、レースではチームの先輩である鈴木に食らいつき、最終ラップで鈴木を引き離して15分19秒87のタイムで1位となり、選手権初優勝を飾ると同時に2017年世界陸上競技選手権大会（ イギリス・ロンドン）の同種目派遣標準記録（15分22秒00）もクリアした為、日本代表選手内定を勝ち取り、6月26日の日本陸上競技連盟理事会に於いて正式に世界陸上競技選手権大会日本代表に選出された。
2018年には国際陸上競技連盟主催のダイヤモンドリーグに参戦し、7月21日の第11戦ロンドンにおける3,000ｍで日本歴代2位となる8分48秒21を叩き出した。
2018年、2019年と日本陸上選手権10000mを連勝して、2019年世界陸上競技選手権大会の10000m代表に選ばれたが、故障のため出場はかなわなかった。現在、5000mで14分台を出して2020年東京オリンピックの代表となることを目指している。
2021年12月31日をもって、これまで所属していた日本郵政グループ女子陸上部を退部し、2022年1月1日より積水化学女子陸上部に所属となる。

## 自己ベスト
- 1500m - 4分17秒97 （2018年5月：日体大記録会）
- 3000m - 8分48秒21 （2018年7月21日：ロンドン）
- 5000m - 15分10秒91 （2018年5月26日：Prefontaine Classic（英語版））
- 10000m - 31分28秒81 （2018年12月8日：日本実業団陸上競技連合女子長距離記録会）